# Eutrichota woodi
Eutrichota woodi este o specie de muște din genul Eutrichota, familia Anthomyiidae, descrisă de Griffiths în anul 1984. Conform Catalogue of Life specia Eutrichota woodi nu are subspecii cunoscute.